# Liste der Monuments historiques in Longuesse
Die Liste der Monuments historiques in Longuesse führt die Monuments historiques in der französischen Gemeinde Longuesse auf.

## Liste der Bauwerke
| Bezeichnung       | Beschreibung | Standort          | Kennzeichnung | Schutzstatus | Datum | Bild           |
| ----------------- | ------------ | ----------------- | ------------- | ------------ | ----- | -------------- |
| Friedhofskreuz    |              | (Lage)            | PA00080103    | Inscrit      | 1937  |                |
| Kirche St-Gildard |              | Grande Rue (Lage) | PA00080104    | Classé       | 1910  | weitere Bilder |

## Liste der Objekte

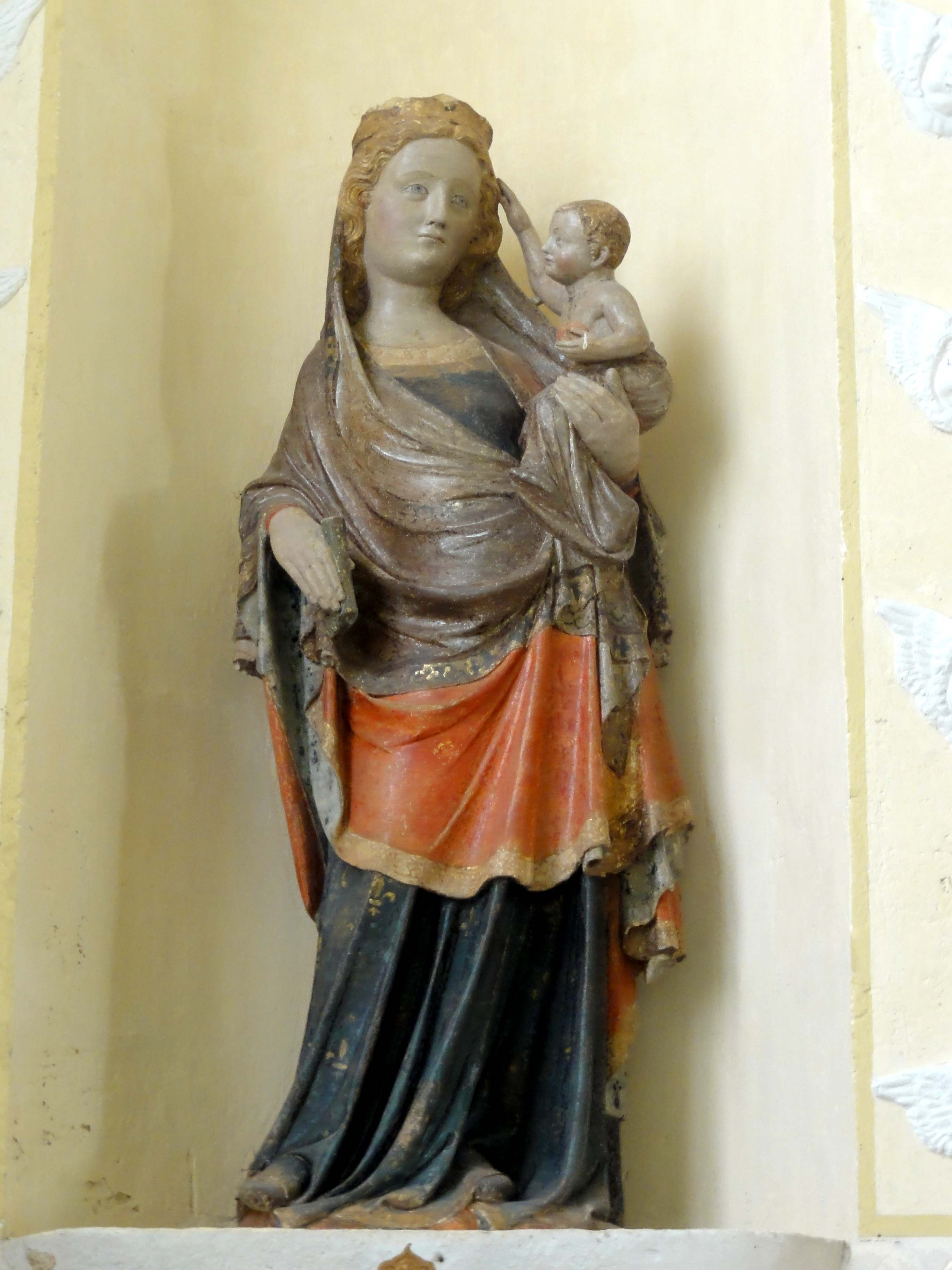
Skulptur Madonna und Kind (Ende des 14. Jahrhunderts) in der Kirche St-Gildard

- Monuments historiques (Objekte) in Longuesse in der Base Palissy des französischen Kultusministeriums